# Tatort: Schutzlos
Schutzlos ist ein Fernsehfilm aus der Krimireihe Tatort. Es ist der achte Fall des Luzerner Ermittlers Reto Flückiger (Stefan Gubser). Der vom SRF produzierte Beitrag wurde am 5. Juli 2015 erstmals ausgestrahlt.

## Handlung
Unter einer Brücke in Luzern wird ein erstochener nigerianischer Jugendlicher aufgefunden. Er war zuvor während eines Überfalls auf Drogendealer niedergeschlagen worden. Das Opfer Ebi Osodi galt als unbegleiteter minderjähriger Asylsuchender (UMA) und ist bereits mehrfach wegen Dealens polizeilich bekannt. Die Indizien verweisen für die Kommissare Reto Flückiger und Liz Ritschard auf eine Abrechnung im Drogenmilieu. Die Ermittlungen kommen jedoch nur schleppend voran. Sein Zimmer im Asylzentrum bewohnte Ebi bereits seit Monaten nicht mehr. Der Zugang zum Drogenmilieu der Nigerianer ist schwierig, da diese unter sich bleiben. Da der straffällige Ebi mit seiner Volljährigkeit abgeschoben werden sollte und untergetaucht war, fordert Polizeichef Mattmann eine schnelle Beendigung des Falls. Sein Drängen bringt die Kommissare dazu, sich mehr mit den Hintergründen des Opfers zu beschäftigen und sein Schicksal zu untersuchen.
Durch eine Razzia bei den nigerianischen Drogendealern ermitteln die Kommissare weitere beteiligte Personen – u. a. Jola West sowie Rita und deren Mann Adibe. Jola gibt in der Vernehmung an, auf der Flucht in Libyen entführt und in Italien zur Prostitution gezwungen worden zu sein. Dort hat sie bereits einen Asylantrag gestellt, sodass nach dem Dubliner Abkommen Italien für sie zuständig ist und sie abgeschoben werden soll. Für die Kommissare kommt der minderjährigen asylsuchenden Jola aus Nigeria zunehmend eine wichtige Rolle zu. Liz begibt sich daraufhin nach Italien, um die Hintergründe vor Ort zu ermitteln und stellt fest, dass Ebi und Jola Geschwister sind. Weitere Spuren zeigen, dass Jola in den Mordfall involviert ist. Die beiden Geschwister haben den Überfall und Diebstahl des Kokains gemeinsam geplant, um durch den Verkauf die Schulden der Mutter in Nigeria zu begleichen. Auf Videoaufnahmen wird Sepp Rieder identifiziert und befragt. Er sagt aus, die Pistole an Ebi verkauft zu haben. Sepp versucht anschließend, das Kokain Ebis zu finden, da er es für sich beansprucht.
In einem parallelen Handlungsstrang wird die konfliktbeladene Beziehung zwischen Jola und Ebis ehemaligem Zimmergenossen Navid dargestellt. Navid will Jola helfen, was jedoch von ihr abgelehnt wird. Er ist in Jola verliebt und wurde eifersüchtig, als er den vertrauten Umgang Jolas mit Ebi beobachtete. Da er nicht wusste, dass Ebi ihr Bruder ist, wollte er ihn zur Rede stellen. Im anschließenden Handgemenge erstach er dann Ebi.
Es zeigt sich, dass Adibe der Chef der Drogenbande ist, als er seine Dealer auf Jola ansetzt, um das gestohlene Kokain zurückzuholen. Da der Verkauf des Kokains an Adibe scheitert, versucht Jola die Drogen an Sepp zu verkaufen. Dieser misshandelt sie jedoch so schwer, dass sie trotz des Eingreifens von Liz kurz darauf stirbt.
Zusätzlich erleidet Kommissar Flückinger Halluzinationen. Dem ärztlichen Befund nach sind Migräneanfälle die Ursache für zunehmend stärkere Kopfschmerzen und immer wieder auftretende Wahrnehmungsverschiebungen.